# Gmina Tešanj
Gmina Tešanj (boś. Općina Tešanj) – gmina w Bośni i Hercegowinie, w kantonie zenicko-dobojskim. W 2013 roku liczyła 43 063 mieszkańców.